# Renault Rafale
Renault Rafale — кросовер середнього розміру, який з 2024 року випускається французьким виробником Renault як позашляховик-купе. Побудований на платформі Renault–Nissan CMF-CD, він має близько 75 відсотків деталей і конструктивних особливостей, що й моделі SUV Espace та Austral.
Автомобіль під кодом 'DHN' є другим позашляховиком-купе, випущеним брендом після компактного кросовера Arkana. У модельному ряді Renault автомобіль знаходиться між Arkana і трохи більшим Espace VI.
Rafale названо на честь моноплана C.460 Rafale, представленого в 1934 році авіаційною компанією Caudron-Renault, хоча нещодавно ця назва також використовувалася на винищувачі Dassault Rafale Jet.

## Огляд
Автомобіль довжиною 4710 мм, що означає, що він належить до британського D-сегменту розмірів і має моделі: повний гібрид і гібрид, що підключається до мережі.
Rafale отримав нову гібридну силову установку з 300 к.с. (220 кW)  і повний привід за рахунок установки електромотора ззаду. Незважаючи на те, що Rafale менший за Espace, він все ще вважається флагманом бренду. За даними WLTP, повністю гібридна версія Renault Rafale E-Tech має автономність 1100 км з повним баком бензину.

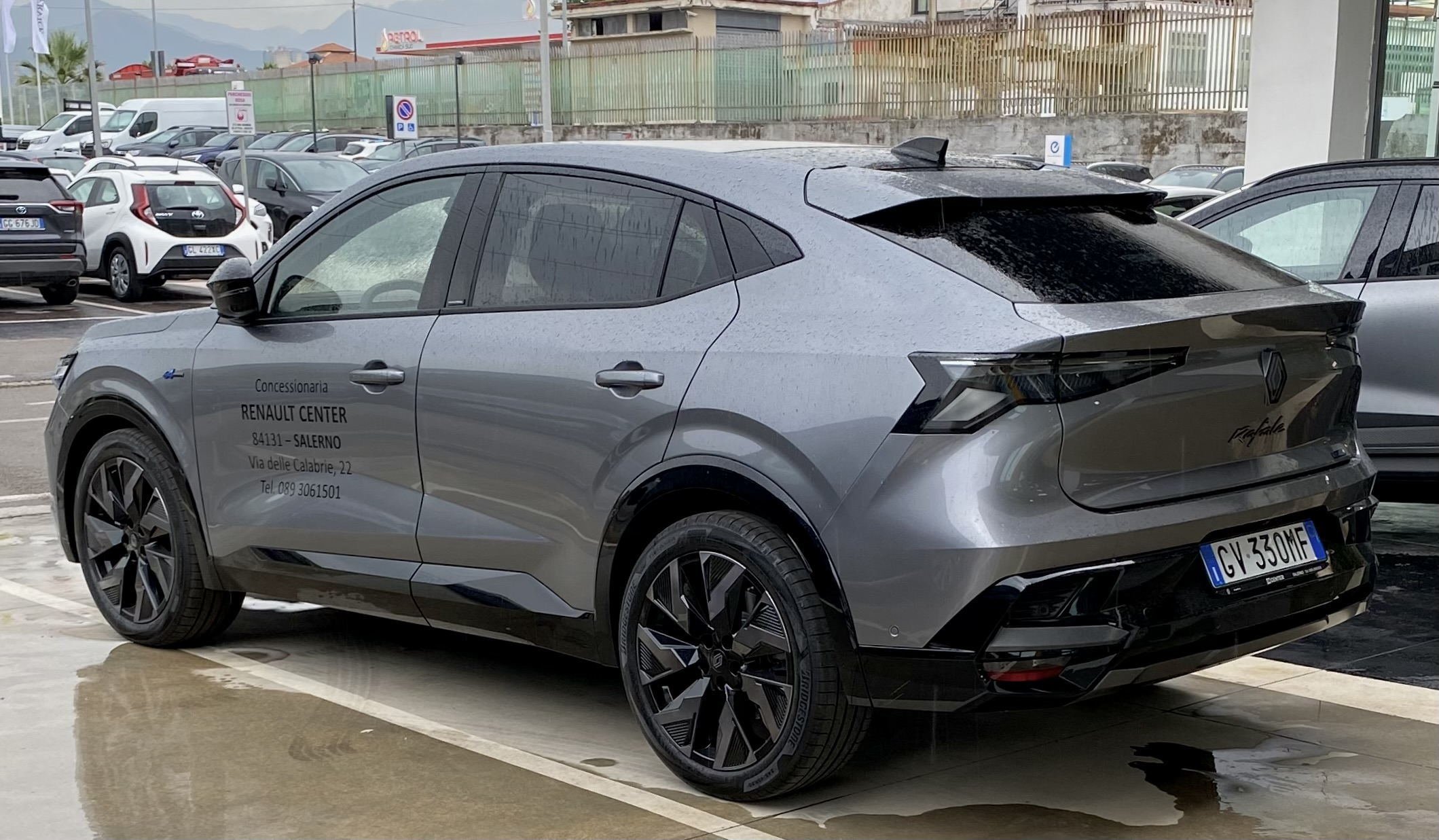
Rafale Задній вид
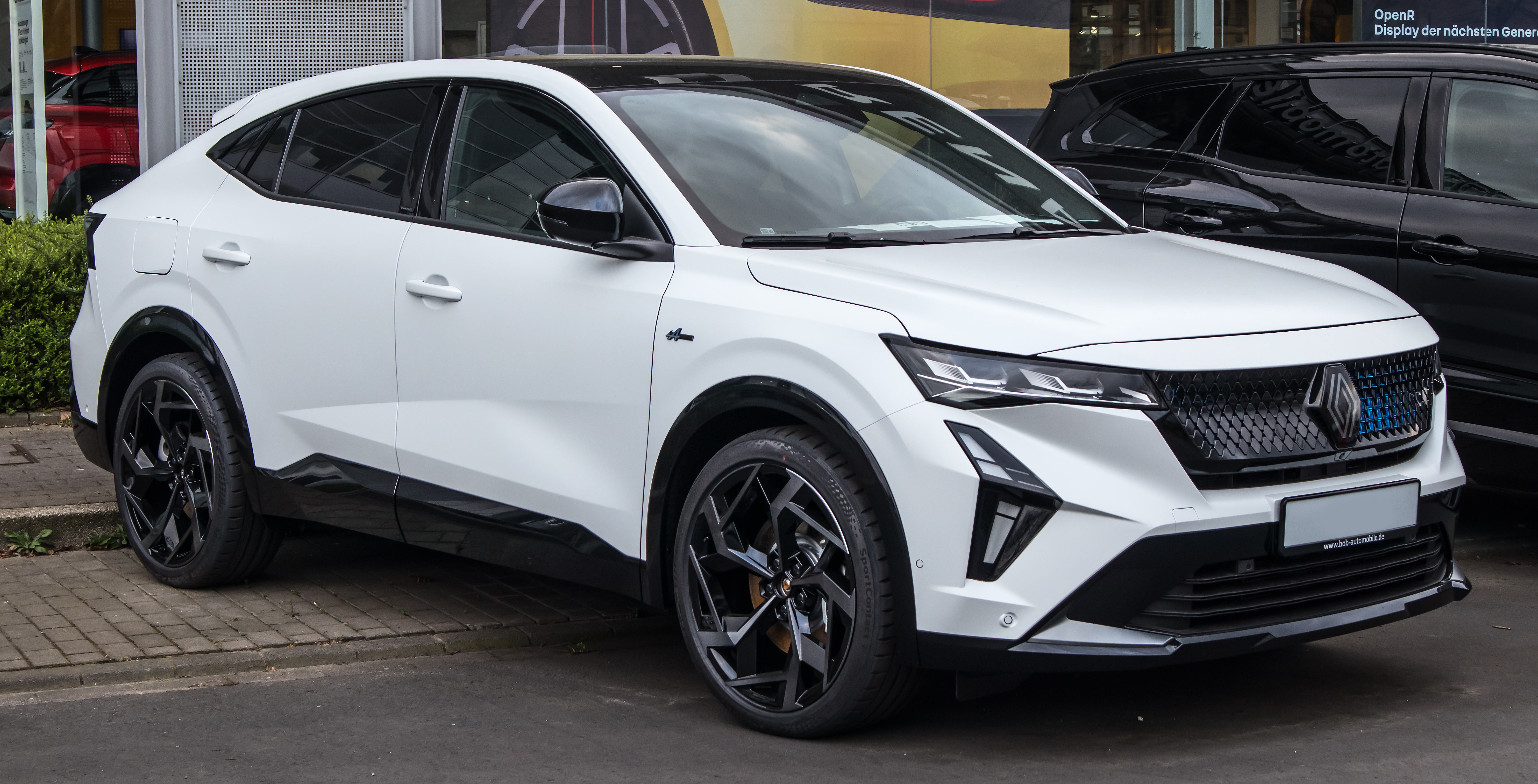
Rafale E-Tech PHEV Atelier Alpine
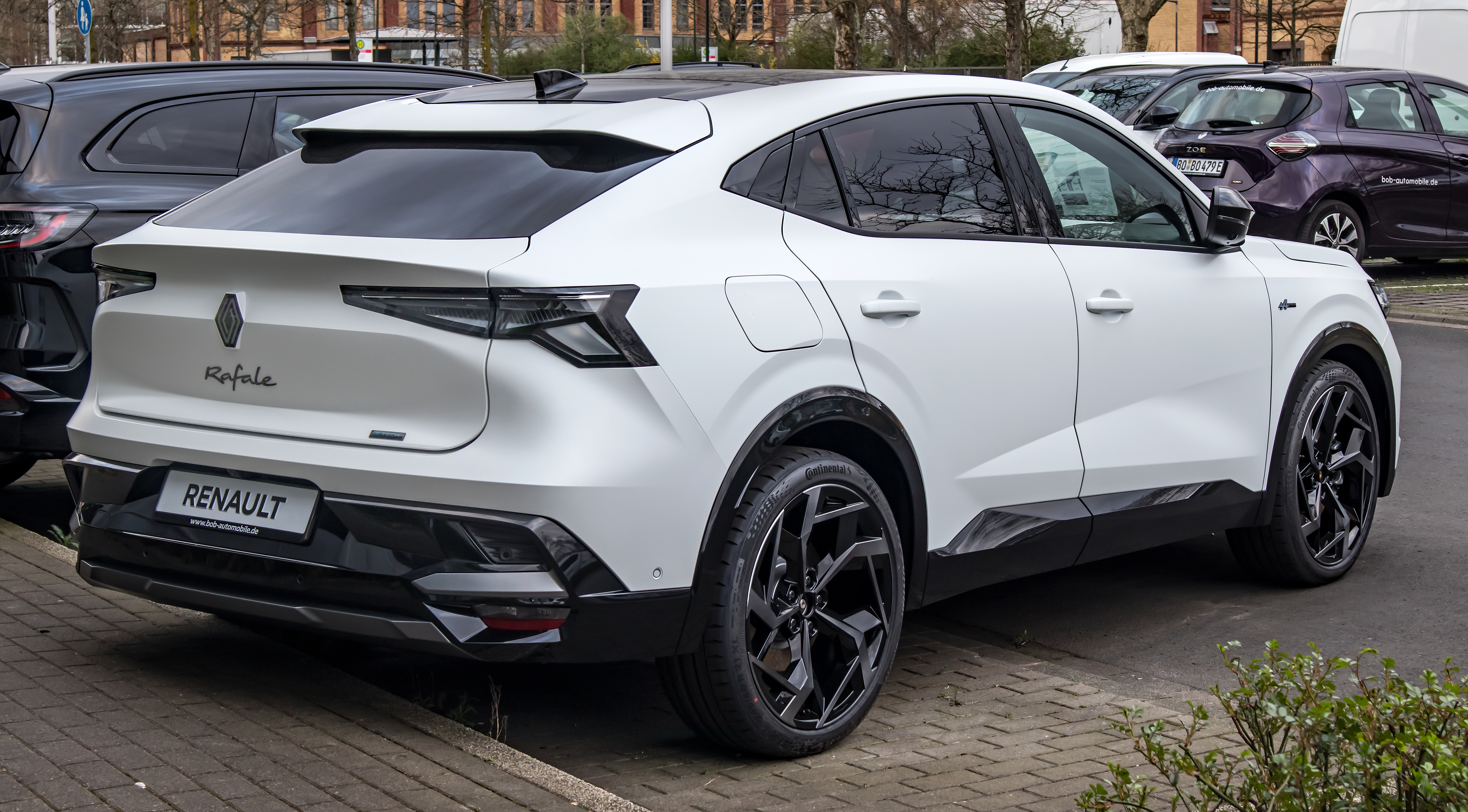
вид ззаду
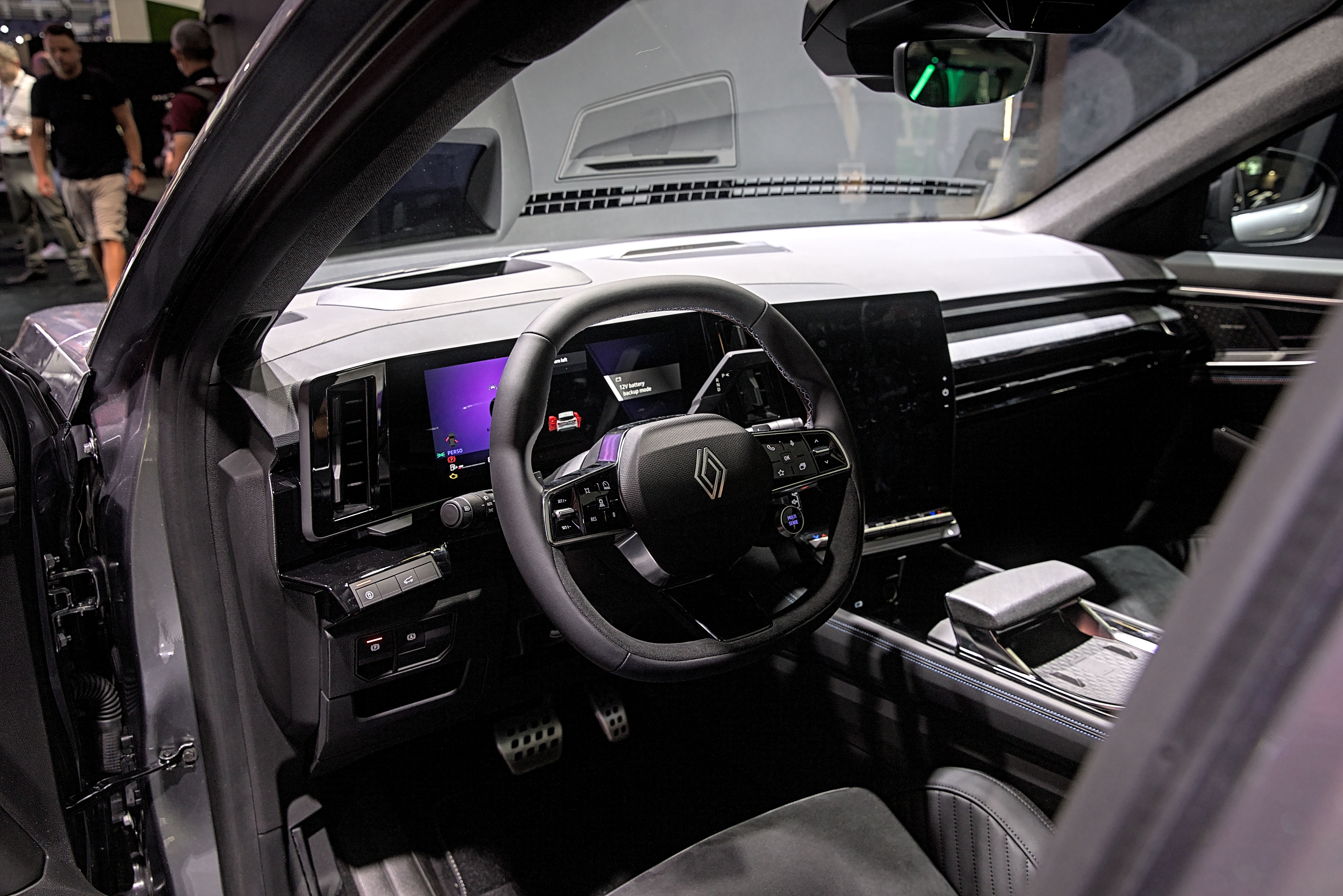
інтер'єр

## Силовий агрегат
Повногібридна модель, яка доступна як у варіантах з повним гібридом, так і з плагін гібридом, повний гібрид включає двигун і один тяговий двигун на передній осі 50 кW (67 к.с.; 68 PS)  для розташування FWD (комбінований вихід 146 кW (196 к.с.; 199 PS)). Додатковий електродвигун, який працює тільки як генератор, виробляє 25 кW (34 к.с.; 34 PS) .
Модель PHEV має електричну задню вісь (100 кВт) для повнопривідного компонування. Двигуни створюють сумарну потужність 224 кW (300 к.с.; 305 PS)  і 450 N·m (45.9 кг·м).